# ジョヴァンニ・ディ・ビッチ

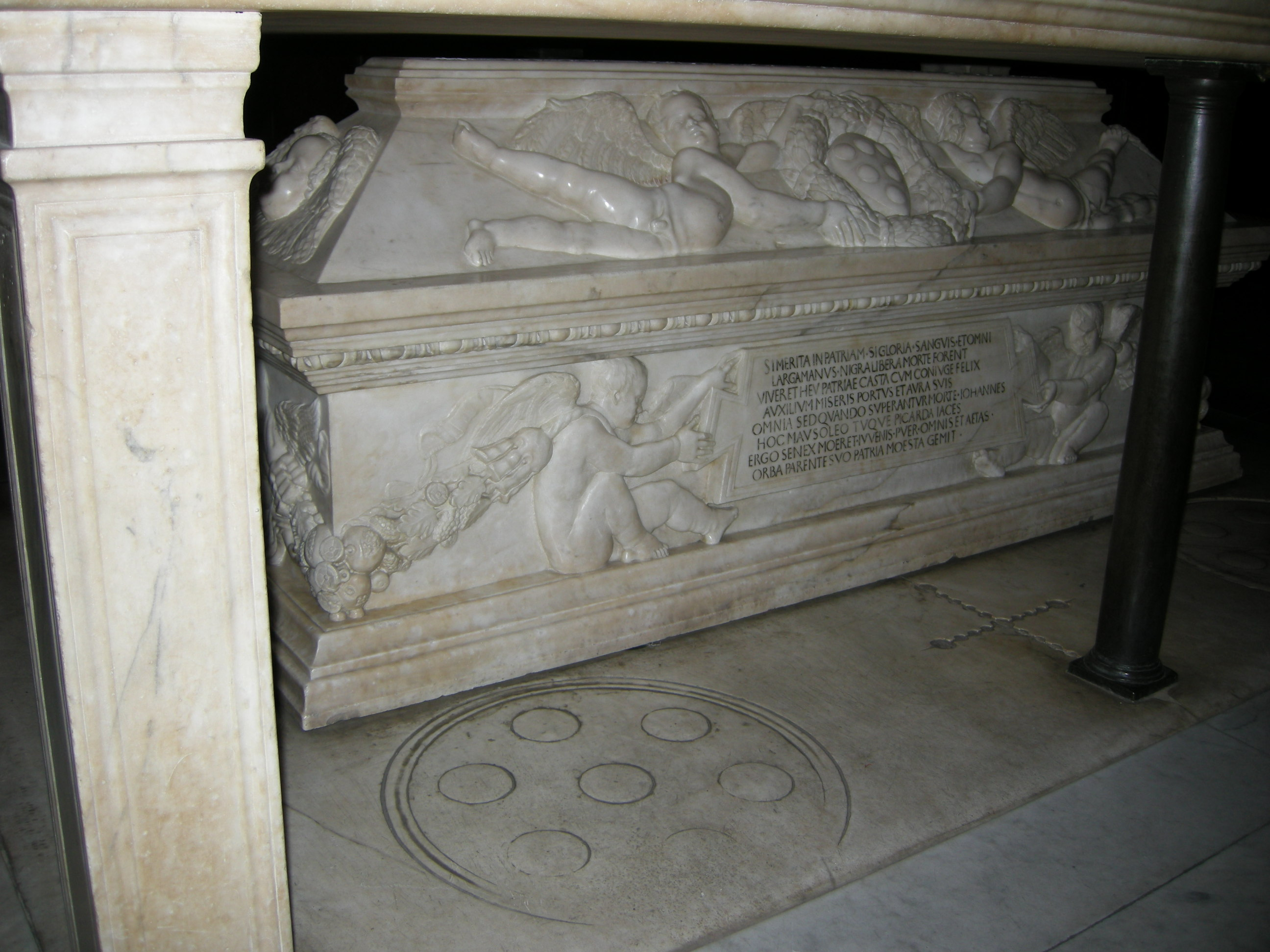
フィレンツェのサン・ロレンツォ聖堂にあるジョヴァンニ・ディ・ビッチ・デ・メディチ夫妻の棺

ジョヴァンニ・ディ・ビッチ・デ・メディチ（Giovanni di Bicci de' Medici, 1360年 - 1429年2月20日）は、15世紀始めのフィレンツェのメディチ家当主で、一族の繁栄を築いた人物。ローマ教皇庁とのつながりを深め、銀行業で成功した。

## 生涯
父は羊毛商のアヴェラルド・ディ・メディチ（1383年没）。一族の銀行家ヴィエーリ・ディ・カンビオ（1323年 - 1395年）のもとで実力を付けていった。1386年にはヴェローナ出身のピッカルダ・ブエリと結婚し、4人の子をもうけた。
ジョヴァンニは教会大分裂（シスマ）期の1397年、ローマにあったカンビオの遺した銀行の一つを出身地のフィレンツェに移す。これが、事実上のメディチ銀行（1397年 - 1494年）の創設となる。ローマ・ヴェネツィアなどへ支店網を広げてゆき、ローマとアヴィニョンに分裂し対立の続くカトリック界に介入して、枢機卿バルダッサーレ・コッサ（元は海賊ともいわれる醜聞に包まれた人物）を支援し、対立教皇ヨハネス23世として即位させた。これによって1410年にはローマ教皇庁会計院の財務管理者となり、教皇庁の金融業務で優位な立場を得て、莫大な収益を手にすることに成功した。ヨハネス23世はコンスタンツ公会議で廃位となったが、メディチ銀行は引き続きローマ教皇庁での地位を保った。
この間、フィレンツェの「正義の旗手」や外交大使なども歴任し、社会的な地位を高めた。その一方、1422年にローマ教皇マルティヌス5世は「モンテ・ヴェルデ伯」の称号を授けようとしたが、ジョヴァンニは政治的な配慮から爵位を辞退し、「一市民」の立場にとどまった。
1429年に死去した時、離散したメディチ家の一族、教皇代理、諸外国の大使、フィレンツェの有力者達が参列し、メディチ家の社会的威信、一族の統合を知らしめたと言う。フィレンツェのサン・ロレンツォ聖堂（メディチ家礼拝堂が隣接する）に妻と共に埋葬されている。
ジョヴァンニの長男コジモの代に、フィレンツェにおけるメディチ家の実質的な支配体制が確立する。また、コジモの血統が断絶した後、次男のロレンツォ・イル・ヴェッキオの子孫がトスカーナ大公国を興した。